# Eurymerodesmidae
Eurymerodesmidae är en familj av mångfotingar. Eurymerodesmidae ingår i ordningen banddubbelfotingar, klassen dubbelfotingar, fylumet leddjur och riket djur. Enligt Catalogue of Life omfattar familjen Eurymerodesmidae 24 arter. 
Kladogram enligt Catalogue of Life:
| Eurymerodesmidae | \| \| Eurymerodesmus \| \| \| \| \| \| Paresmus \| \| \| \| |
|                  | \| \| Eurymerodesmus \| \| \| \| \| \| Paresmus \| \| \| \| |
|                  | Eurymerodesmus                                              |
|                  |                                                             |
|                  | Paresmus                                                    |
|                  |                                                             |